# پورانو
پورانو (به ایتالیایی: Porano) یک شهرک و کومونه در ایتالیا است که در استان ترانی واقع شده‌است.

## خصوصیات
پورانو ۱۳٫۵ کیلومترمربع مساحت و ۱٬۸۶۷ نفر جمعیت دارد و ۴۴۴ متر بالاتر از سطح دریا واقع شده‌است.